# Polydesmus spectabilis
Polydesmus spectabilis är en mångfotingart som beskrevs av Karsch 1881. Polydesmus spectabilis ingår i släktet Polydesmus och familjen plattdubbelfotingar. Inga underarter finns listade i Catalogue of Life.